# Sechium tacaco
Sechium tacaco là một loài thực vật có hoa trong họ Cucurbitaceae.

## Lịch sử phân loại
Loài này được Henri François Pittier miêu tả khoa học đầu tiên năm 1910 dưới danh pháp Polakowskia tacaco. Năm 1976, Richard P. Wunderlin chuyển Polakowskia thành tổ Frantzia sect. Polakowskia và chuyển Polakowskia tacaco thành Frantzia tacaco. Năm 1978, Charles Jeffrey đề xuất mở rộng chi Sechium để gộp tất cả các loài của các chi Frantzia / Polakowskia (= Frantzia sect. Polakowskia), và xếp danh pháp loài tổ hợp mới Sechium tacaco trong tổ Sechium của chi Sechium.
Nghiên cứu di truyền phân tử của Sebastian et al. (2012) cho thấy Sechium nghĩa rộng là đa ngành, với các loài ban đầu được xếp trong các chi Frantzia và Polakowskia dường như không có quan hệ họ hàng gần với phần còn lại của Sechium nghĩa rộng cũng như với Sicyos; cụ thể thì 6 loài từng được liệt kê trong Frantzia tạo thành một nhánh có quan hệ họ hàng gần với Echinopepon spp.; và chúng chỉ có quan hệ họ hàng xa với Sicyos cũng như Sechium nghĩa hẹp.
Do loài điển hình của Sechium là Sechium edule lồng trong Sicyos nên việc hợp nhất Sechium nghĩa hẹp với Sicyos sẽ làm cho Sechium chỉ được coi là đồng nghĩa muộn của Sicyos, nhưng điều này cũng làm cho việc phục hồi chi Frantzia trở thành có cơ sở và có ý nghĩa. Tuy nhiên, tới thời điểm năm 2024 thì World Flora Online ghi nhận Frantzia tacaco và Sechium tacaco như là các đơn vị phân loại không được đặt vào đâu; còn The Plants of the World Online thì ghi nhận Frantzia tacaco như là từ đồng nghĩa của Sechium tacaco và nó không được đặt vào đâu.

## Từ nguyên
Tên chi Polakowskia là để vinh danh Hellmut Polakowski (1847-1917) nhà thực vật học người Đức, một trong những người đầu tiên nghiên cứu hệ thực vật Costa Rica.
Tính từ định danh tacaco có nguồn gốc từ một trong các tên gọi địa phương để chỉ loài này, với quả được dùng làm rau trong ẩm thực địa phương. Nó có thể xuất phát từ güetarú, mặc dù tên gọi này được người Bribrí ở Talamanca (đông nam Costa Rica) sử dụng để gọi Frantzia pittieri. Thực tế này chỉ ra việc sử dụng loài này rất lâu đời trong vai trò của một loại thực vật thực phẩm.

## Hình ảnh

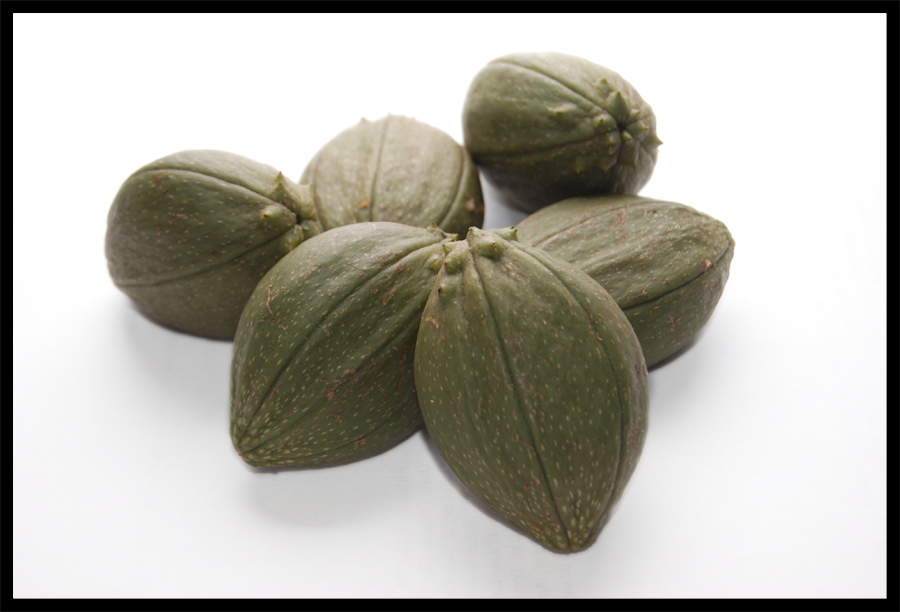

## Phân bố
Loài bản địa Costa Rica.